# أبو كبير (مدينة)
أبو كبير مدينة في محافظة الشرقية بجمهورية مصر العربية، وهي قاعدة مركز أبو كبير.

## التاريخ
مدينة أبو كبير من القرى القديمة، حيث وردت باسم «بو كبير» في أعمال الشرقية ضمن قرى الروك الصلاحي التي أحصاها ابن مماتي في كتاب قوانين الدواوين. كما وردت باسم «أبو كبير» في أعمال الشرقية ضمن قرى الروك الناصري التي أحصاها ابن الجيعان في كتاب «التحفة السنية بأسماء البلاد المصرية». وفي العصر العثماني وردت في تربيع سنة 933هـ/1527م الذي أجراه الوالي العثماني سليمان باشا الخادم في عصر السلطان العثماني سليمان القانوني ضمن قرى ولاية الشرقية، وفي تاريخ 1228هـ/1813م الذي عدّ قرى مصر بعد المسح الذي قام به محمد علي باشا باسم «أبو كبير» ضمن قرى مديرية الشرقية.

## المناخ
يظهر الجدول التالي التغييرات المناخية على مدار السنة لأبو كبير:
| البيانات المناخية لـأبو كبير      | البيانات المناخية لـأبو كبير | البيانات المناخية لـأبو كبير | البيانات المناخية لـأبو كبير | البيانات المناخية لـأبو كبير | البيانات المناخية لـأبو كبير | البيانات المناخية لـأبو كبير | البيانات المناخية لـأبو كبير | البيانات المناخية لـأبو كبير | البيانات المناخية لـأبو كبير | البيانات المناخية لـأبو كبير | البيانات المناخية لـأبو كبير | البيانات المناخية لـأبو كبير | البيانات المناخية لـأبو كبير |
| الشهر                             | يناير                        | فبراير                       | مارس                         | أبريل                        | مايو                         | يونيو                        | يوليو                        | أغسطس                        | سبتمبر                       | أكتوبر                       | نوفمبر                       | ديسمبر                       | المعدل السنوي                |
| --------------------------------- | ---------------------------- | ---------------------------- | ---------------------------- | ---------------------------- | ---------------------------- | ---------------------------- | ---------------------------- | ---------------------------- | ---------------------------- | ---------------------------- | ---------------------------- | ---------------------------- | ---------------------------- |
| متوسط درجة الحرارة الكبرى °م (°ف) | 18 (64)                      | 19.4 (66.9)                  | 22.5 (72.5)                  | 26.5 (79.7)                  | 31.1 (88.0)                  | 33.2 (91.8)                  | 33.3 (91.9)                  | 33.3 (91.9)                  | 31.6 (88.9)                  | 29.1 (84.4)                  | 24.5 (76.1)                  | 19.9 (67.8)                  | 26.9 (80.3)                  |
| المتوسط اليومي °م (°ف)            | 12.3 (54.1)                  | 13.4 (56.1)                  | 15.9 (60.6)                  | 19.3 (66.7)                  | 23.4 (74.1)                  | 26 (79)                      | 27 (81)                      | 26.9 (80.4)                  | 25.2 (77.4)                  | 22.9 (73.2)                  | 19.1 (66.4)                  | 14.3 (57.7)                  | 20.5 (68.9)                  |
| متوسط درجة الحرارة الصغرى °م (°ف) | 6.7 (44.1)                   | 7.4 (45.3)                   | 9.4 (48.9)                   | 12.2 (54.0)                  | 15.7 (60.3)                  | 18.8 (65.8)                  | 20.7 (69.3)                  | 20.6 (69.1)                  | 18.8 (65.8)                  | 16.8 (62.2)                  | 13.8 (56.8)                  | 8.7 (47.7)                   | 14.1 (57.4)                  |
| الهطول مم (إنش)                   | 11 (0.4)                     | 6 (0.2)                      | 6 (0.2)                      | 3 (0.1)                      | 2 (0.1)                      | 0 (0)                        | 0 (0)                        | 0 (0)                        | 0 (0)                        | 4 (0.2)                      | 7 (0.3)                      | 7 (0.3)                      | 46 (1.8)                     |
| المصدر:                           |                              |                              |                              |                              |                              |                              |                              |                              |                              |                              |                              |                              |                              |